# الشرية (نهم)

تعديل مصدري - تعديل

الشرية هي إحدى قرى عزلة عيال غفير بمديرية نهم التابعة لمحافظة صنعاء، بلغ تعداد سكانها 427 نسمة حسب تعداد اليمن لعام 2004.